# Castelo de Bonnefontaine (Ille-et-Vilaine)

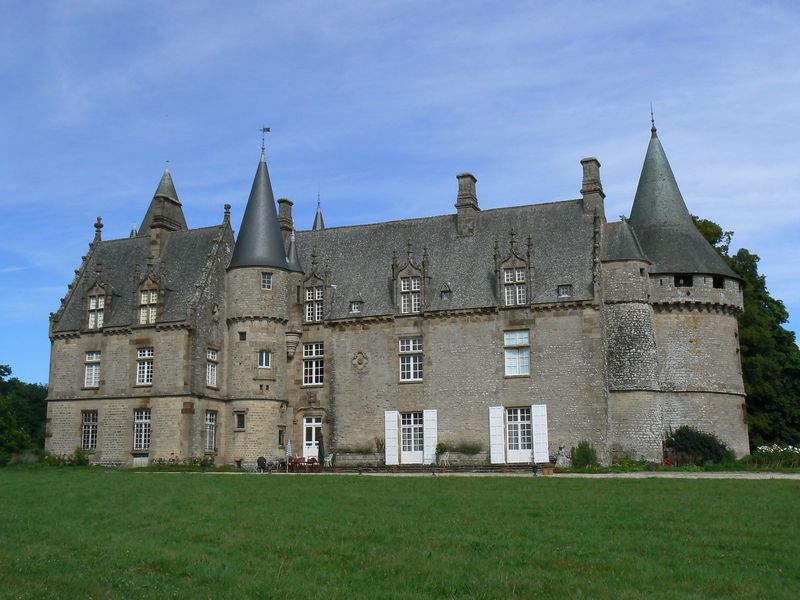
Château de Bonnefontaine

O Castelo de Bonnefontaine (em francês: Château de Bonnefontaine) é um château na comuna de Antrain, Ille-et-Vilaine, Bretanha, França. Data do segundo quartel do século XVI. Famoso pelas suas torres elegantes e janelas altas, tornou-se um monumento histórico em 16 de setembro de 1943. O parque foi desenhado por Denis Bühler e Édouard André .